# Matamoros (kommun i Mexiko, Tamaulipas)
Matamoros är en kommun i Mexiko.   Den ligger i delstaten Tamaulipas, i den östra delen av landet, 700 km norr om huvudstaden Mexico City. Antalet invånare är 540 123. Arean är 4 046 kvadratkilometer.
Terrängen i Matamoros är platt.
Följande samhällen finns i Matamoros:
- Heroica Matamoros
- El Control
- Las Higuerillas
- CEFERESO Número 3
- El Longoreño
- La Capilla
- Primer Campo Pesquero
- Francisco I. Madero
- La Sierrita
- Unidad Habitacional 23 de Noviembre
- Vista Hermosa
- Isla las Malvinas
- Isla la Mano de León
- Prisciliano Delgado
- Laguna Honda
- Juanillo
- Isla del Amor
- Mogote de Santiago
- Isla la Fantasía
- La Libertad Número Dos
- El Huisachal
- El Álamo
- Quijano
- Isla Puntilla Norte